# 鄭寯
鄭寯（1441年—1492年），字天民，廣東潮州府海陽縣人，明朝政治人物。

## 生平
廣東鄉試第三十六名舉人。成化十七年（1481年）中式辛丑科三甲第一百七十八名進士。授南京吏科给事中。弘治五年（1492年），卒於官。

## 家族
曾祖鄭遐；祖父鄭仁；父鄭處，贈監察御史。母李氏（封太孺人）。
兄鄭安，景泰进士。

## 遗迹
為紀念鄭安、鄭寯兄弟二人而建有“兩京科道”坊，至今尚存，在市區太平路下水門街口北。